# امانوئل داباغیان
اسقف اعظم امانوئل داباغیان (ارمنی: Էմանուել Դաբանագյան؛ ۲۶ دسامبر ۱۹۳۳ – ۱۳ سپتامبر ۲۰۱۸) کشیش کاتولیک ارمنی‌تبار اهل سوریه  که از ۲۶ ژانویه ۲۰۰۷ تا زمان بازنشستگی سمت اسقف اعظمی کلیسای کاتولیک ارمنی بغداد را برعهده داشت

## زندگی‌نامه
وی در ۲۶ دسامبر ۱۹۳۳ در حلب به دنیا آمد . وی در ۱۳ سپتامبر ۲۰۱۸ در سن ۸۴ سالگی در بزمار درگذشت